# Reliant Sabre
Reliant Sabre – sportowy samochód osobowy produkowany przez brytyjską firmę Reliant w latach 1961–1963. Dostępny jako 2-drzwiowe coupé. Do napędu używano silników R4 i R6. Moc przenoszona była na oś tylną poprzez 4-biegową manualną skrzynię biegów. Samochód został zastąpiony przez model Scimitar.

## Dane techniczne (R4 1.7)

### Silnik
- R4 1,7 l (1703 cm³), 2 zawory na cylinder, OHV
- Układ zasilania: dwa gaźniki
- Średnica cylindra × skok tłoka: 82,60 mm × 79,50 mm
- Stopień sprężania: 8,8:1
- Moc maksymalna: 91 KM (67 kW) przy 5000 obr./min
- Maksymalny moment obrotowy: 124 N•m przy 2300 obr./min

### Osiągi
- Przyspieszenie 0-100 km/h: b/d
- Prędkość maksymalna: b/d

## Dane techniczne (R6 2.6)

### Silnik
- R6 2,6 l (2553 cm³), 2 zawory na cylinder, OHV
- Układ zasilania: dwa gaźniki
- Średnica cylindra × skok tłoka: 82,55 mm × 79,50 mm
- Stopień sprężania: 8,3:1
- Moc maksymalna: 111 KM (81 kW) przy 4800 obr./min
- Maksymalny moment obrotowy: 186 N•m przy 2400 obr./min

### Osiągi
- Przyspieszenie 0-100 km/h: 12,2 s
- Czas przejazdu pierwszych 400 m: 18,3 s
- Prędkość maksymalna: 179 km/h